# Luis Felipe Zegarra
Pour les articles homonymes, voir Zegarra.
Luis Felipe Zegarra Russo, surnommé affectueusement Pipo Zegarra, né le 5 octobre 1938 à Lima (Pérou) où il meurt le 16 janvier 2024, est un prêtre et théologien catholique péruvien qui adhère au courant de la théologie de la libération du théologien Gustavo Gutiérrez Merino.

## Biographie

### Enfance
Luis Felipe Zegarra Russo naît à Cercado de Lima le 5 octobre 1938. Il est alors le dixième fils d’Angélica Russo Fry et de Jorge Manuel Zegarra Lanfranco.

### Séminaire
Felipe Zegarra entre au séminaire pontifical de Santiago du Chili en mars 1956. Sous l'administration de Mgr Manuel Larraín Errázuriz, (fondateur du Conseil épiscopal latino-américain, et principal promoteur de la Conférence de Medellín en 1968), et de Carlos Gonzales Cruchaga, cousin du saint chilien Alberto Hurtado Cruchaga SJ. Luis Felipe Zegarra Russo devient un prêtre diocésain péruvien. 

### Rome: Latran et Vatican II
En 1962, il change de continent pour suivre un doctorat à l'Académie pontificale Alfonsienne de l'Université pontificale du Latran au Vatican, où il participe aux quatre sessions du Concile Vatican II. Il y rencontre Gustavo Gutiérrez Merino, fondateur de la théologie de la libération et avec lequel il travaille des décennies durant. 

### Le Pérou
En 1966, il revient à Lima où il assure les fonctions de vice-chancelier de l'archevêque et cardinal Juan Landázuri Ricketts. Plus tard, il renonce à ce poste et s’investit dans l'enseignement de la théologie à l'Université pontificale catholique du Pérou (PUCP). Il y demeure plus de 50 ans, jusqu'à la fin 2023 où il nommé professeur émérite.

### La pauvreté
Il épouse la cause des pauvres,  développe et transmet la notion de « service au pays » aux jeunes séminaristes, mais aussi de manière plus concrète en tant que curé de deux paroisses : Santa Ángela Mérici, et El Buen Pastor, dans le diocèse de Callao.

### … et la vie va gagner!
À la fin des années 1970, il consacre ses travaux (avec e.a. Rolando Ames), aux droits de l'homme au Pérou. Il soutient et accompagne des familles victimes de la guerre civile au Pérou au Mémorial El Ojo que Llora. 
Au cours des années 1980 et 1990, Pipo Zegarra organise des marches contre la violence, et résume sa vision dans le slogan « Et la vie va gagner! ».

### Libération
Felipe Zegarra meurt à Lima le 16 janvier 2024 à l’âge de 85 ans. Le cardinal primat du Pérou, Pedro Barreto, souligne la cohérence entre sa parole et son action en faveur de la justice sociale et la non-violence. Pipo Zegarra a rendu possible, avec Gustavo (Gutiérrez), la rédaction du texte de la « Théologie de la Libération » : 

« Libération de l'injustice et de la domination ; Libération comme appropriation de son propre destin ; et Libération dans l'acception du salut comme un don de Dieu par son Esprit »

— Felipe Zegarra, 
entretien dans La República, juin 2023

## Publications
- Hacia una cultura de vida
- La subjetividad de la sociedad
- Los pobres de Yavhé
- Apuntes sobre la teología teresiana
- Razones de la Esperanza